# Nvidia DGX-1
Nvidia DGX-1 е серия от сървъри и работни станции произведени от Nvidia, които се специализират в използването на GPGPU за ускоряване на приложения за дълбоко обучение. Сървърите разполагат с 8 графични процесора, базирани на дъщерни карти Pascal или Volta с памет HBM 2, свързана чрез мрежа на NVLink.
Продуктовата серия е предназначена да преодолее разликата между графичните процесори и ускорителите на AI – (изкуствен интелект), тъй като устройството има специфични особености, които го специализират за работа с дълбоки учебни процеси (част от методите на изкуствения интелект).
Първоначалният DGX-1, базиран на Pascal, доставя 170 терафлопа обработка данни с половин точност, докато обновяването, базирано на Volta, е увеличило това до 960 терафлопа.

## Следваща версия
Наследникът на Nvidia DGX-1 е Nvidia DGX-2 с по-висока производителност до 2 петафлопа и нови технологии като NV Switch.